# Henning Zülch
Henning Zülch (* 30. März 1973 in Dortmund) ist ein deutscher Wirtschaftswissenschaftler.

## Leben
Henning Zülch studierte von 1993 bis 1998 an der Westfälischen Wilhelms-Universität Wirtschaftswissenschaft mit dem Schwerpunkt Wirtschaftsprüfung. Nach seinem Abschluss als Dipl.-Kfm. trat er in die Ernst & Young Deutsche Allgemeine Treuhand AG, Niederlassung Ruhrgebiet, ein und war dort als Prüfungsassistent und später als Teamleiter im Bereich Assurance & Advisory Business Services (AABS) tätig. Gleichzeitig promovierte er am Institut für Revisionswesen von Jörg Baetge in Münster über ein Thema zur internationalen Rechnungslegung (Zülch, H.: Die Bilanzierung von Investment Properties nach IAS 40, Düsseldorf 2003).
Von Oktober 2002 bis August 2006 hatte er die Juniorprofessur für Unternehmensrechnung, insbesondere Internationale Rechnungslegung, an der Technischen Universität Clausthal inne. Seit September 2006 leitet Henning Zülch den Lehrstuhl für Rechnungswesen, Wirtschaftsprüfung und Controlling an der HHL Leipzig Graduate School of Management. Daneben ist er seit dem Wintersemester 2007/2008 als Gastprofessor an der Universität Wien im Bereich „Selected Foreign Accounting Systems“ tätig.
Seit 2014 verantwortet der Lehrstuhl Accounting and Auditing der HHL Leipzig Graduate School of Management unter der Leitung von Henning Zülch zudem die Ergebnisse des jährlich stattfindenden Kapitalmarktwettbewerbes "Investors‘ Darling". Die Ergebnisse dieses Wettbewerbs werden stets in der Oktober-Ausgabe des Manager Magazin veröffentlicht und zur Diskussion gestellt. Basierend auf dem RIC-Modell werden alle 160 DAX-Unternehmen im Hinblick auf ihre Finanzkommunikation, d. h. ihre Leistungen in den Dimensionen Reporting, Investor Relations und Capital Markets, eingehend analysiert. Die Analysen werden von einem spezialisierten Lehrstuhlteam von bis 25 Personen unter der Leitung von Professor Zülch durchgeführt.
Als Mitglied im Kernteam der HHL – Leipzig Graduate School of Management hat er gemeinsam mit Manfred Kirchgeorg, Timo Meynhardt, Andreas Pinkwart und Andreas Suchanek ein „Leipziger Führungsmodell“ entwickelt.

## Mitgliedschaften und wissenschaftliche Aktivitäten
Henning Zülch ist Mitglied in zahlreichen nationalen wie internationalen Fachgremien des Bereiches Rechnungswesen und Wirtschaftsprüfung, u. a.
- American Accounting Association (AAA)
- European Accounting Association (EAA)
- Editorial Board Member der US-amerikanischen Zeitschrift Issues in Accounting Education
- Editorial Board Member des WILEY IFRS Website Forum, London, UK
- Münsteraner Gesprächskreis für Rechnungslegung e. V.
- Gesellschaft für kapitalmarktorientierte Rechnungslegung (vormals: Leipziger Gesprächskreis für Rechnungslegung und Prüfung e. V. [Vorstand & Mitbegründer]; siehe www.gk-rechnungslegung.de)
- Schmalenbach-Gesellschaft für Betriebswirtschaft e. V.
- Arbeitskreis „Immaterielle Werte im Rechnungswesen“ der Schmalenbach-Gesellschaft für Betriebswirtschaftslehre e.V.
- Verband der Hochschullehrer für Betriebswirtschaft e. V. (Kommission Rechnungswesen)
- Prüfungskommission der Wirtschaftsprüferkammer
- Fachlicher Beirat der "Zeitschrift für internationale und kapitalmarktorientierte Rechnungslegung (KoR)", Verlagsgruppe Handelsblatt, Düsseldorf
- Fachlicher Beirat der „Zeitschrift für Corporate Governance“ (ZCG), Erich Schmidt Verlag, Berlin
- HHL Chapter of Beta Gamma Sigma (The International Honor Society)

## Veröffentlichungen
Henning Zülch hält seit 2001 Vorträge und Seminare und ist Verfasser von mehr als 200 Publikationen zu Themen der handelsrechtlichen und vorwiegend internationalen Rechnungslegung, zu aktuellen Entwicklungen in der Wirtschaftsprüfung sowie zum Themenbereich „Corporate Governance“.
- Zülch, Henning / Hendler, Matthias: Bilanzierung nach International Financial Reporting Standards (IFRS), 2. Auflage, Weinheim: Wiley-VCH Verlag, 2017 - 788 S., ISBN 978-3-527-50767-2
- Zülch, Henning / Beyhs, Oliver / Hoffmann, Sebastian / Hirschböck, Günther: Enforcement-Guide: wegweiser für das Prüfungsverfahren in Deutschland und Österreich, 2. Auflage, Berlin: Erich Schmidt Verlag, 2014, 410 S., ISBN 978-3-503-15672-6
- Zülch, Henning / Hoffmann, Sebastian / Wünsch, Martin: IFRS 7 – Angaben zu Finanzinstrumenten: Kommentierung, Best Practice und Checklisten Weinheim: Wiley-VCH Verlag, 2010 – 321 S., ISBN 978-3-527-50547-0
- Zülch, Henning / Nellessen, Thomas: Bilanzierungserleichterungen im Rahmen der IFRS Berlin: Erich Schmidt Verlag, 2010, Financial Reporting Practice, Band 1, ISBN 978-3-503-12099-4
- Zülch, Henning / Hoffmann, Sebastian: Praxiskommentar BilMoG Weinheim: Wiley-VCH Verlag, 2009 - 238 S., ISBN 978-3-527-50461-9
- Zülch, Henning: Die Gewinn- und Verlustrechnung nach IFRS Herne/Berlin: NWB Verlag, 2004 – 338 S., ISBN 978-3-482-52821-7
- Zülch, Henning: Die Bilanzierung von Investment Properties nach IAS 40 Düsseldorf: IDW Publishing, 2003, 440 S., ISBN 978-3-8021-1056-6